# Jean-Robert Debray
Pour les articles homonymes, voir Debray.
Jean-Robert Debray, né à Calais le 7 novembre 1906 et mort à Boulogne-Billancourt le 28 août 1980, est un médecin et homme politique français.

## Biographie
Il est docteur en médecine, spécialiste en urologie. Il est député de la Seine de 1958 à 1962 par une élection qui l'oppose à la candidate UNR Nicole de Hauteclocque. Il est élu membre de l'Académie des sciences morales et politiques en 1965.

## Principales publications
- Contribution à l'étude des suites éloignées de l'hystérectomie (1934)
- Le Malade et son médecin, déontologie médicale (1965). Réédition : Flammarion, Paris, 1992.
- Sécurité sociale : évolution ou révolution ? Publié sous la direction du Dr Jean-Robert Debray par l'Association pour l'étude des problèmes économiques et humains de l'Europe, Commission des études sociales (1968)